# Sir Lancelot (sångare)

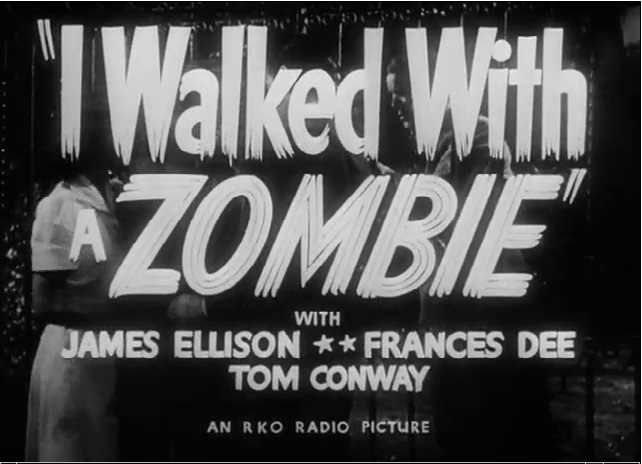
En av de mer kända filmer som Sir Lancelot spelade i var I Walked with a Zombie från 1943, som i svensk översättning kallades Svart mystik.

Lancelot Victor Edward Pinard, född 24 mars 1902 i Cumuto på Trinidad och Tobago, död 12 mars 2001 i Kalifornien var en calypsosångare och skådespelare som kallade sig Sir Lancelot. och som gjorde karriär i New York och Kalifornien på 1940-talet. Sir Lancelot framgångar var en stor orsak till att calypso blev populärt i Nordamerika och Europa, och Harry Belafonte erkänner honom som en av hans stora inspirationskällor.

## Biografi
Sir Lancelot var skådespelare i fler än 15 filmer, bland annat i skräckfilmen Svart mystik från 1943, vilket ska ha varit den första nordamerikanska spelfilmen där det förekommer calypso. Andra filmer han var med i var exempelvis Att ha och inte ha från 1944 och På kryss till Rio från 1948. 
Under 1950-talet turnerade han sex år i Europa. Sista filmen han var med i var piratfilmen Kaparnas konung från 1958 med Yul Brynner. Han fortsatte att spela in skivor under 1960-talet, och i varje fall fram till 1973, varav flera var en sorts "Gospelcalypso" och han fortsatte att vara mycket populär i Europa under 1960-talet.
Sir Lancelot var politiskt aktiv under stora delar av sitt liv. Efter att ha hört Henry A. Wallaces tal "century of the common man" den 8 maj 1942, skrev Sir Lancelot calypsolåten "Common Man" och han skrev flera populära calypsolåtar med vänsterpolitiska och antimilitaristiska budskap under 1940, som "Defenders of Stalingrad" och "Walk in Peace" 1946.
Sir Lancelot dog i mars 2001 i Anaheim i Kalifornien.

## Filmografi i urval
- 1943 – Fest i tropikerna
- 1943 – Svart mystik
- 1943 – Spökskeppet
- 1944 – The Curse of the Cat People
- 1944 – Att ha och inte ha
- 1947 – Med våldets rätt
- 1948 – På kryss till Rio
- 1958 – Kaparnas konung